# Peter Mlynár
Peter Mlynár est un fondeur slovaque, né le 1er mars 1988 à Poprad.

## Biographie
Membre du club SKP Vysoke Tatry, il fait ses débuts internationaux lors de la saison 2006-2007, prenant part entre autres aux Championnats du monde junior.
Il fait ses débuts en Coupe du monde en novembre 2009 à Kuusamo. Il marque ses premiers points au Tour de ski 2011-2012, où il est 18e du sprint classique d'Oberstdorf.
Aux Jeux olympiques d'hiver de 2010, à Vancouver, il est 57e du sprint classique et 12e du relais.
Aux Championnats du monde 2011, il est notamment 12e du sprint par équipes. Il est également médaillé d'or sur le sprint par équipes mixte à l'Universiade d'hiver de 2011.
Aux Jeux olympiques d'hiver de 2014, à Sotchi, il finit 66e du sprint libre, 51e du quinze kilomètres libre et 17e du sprint par équipes.
Aux Jeux olympiques d'hiver de 2018, à Pyeongchang, il est notamment 23e du sprint classique, son meilleur résultat individuel dans des Jeux.

## Palmarès
| Édition / Épreuve   | Sprint                           | Sprint                           | 15 km                            | 15 km                            | Poursuite / Skiathlon 2 × 15 km | 50 km | Relais | Relais    |
| Édition / Épreuve   | libre                            | classique                        | libre                            | classique                        | Poursuite / Skiathlon 2 × 15 km | 50 km | Sprint | 4 × 10 km |
| JO 2010 Vancouver   | Épreuve inexistante à cette date | 57e                              | —                                | Épreuve inexistante à cette date | —                               | —     | —      | 12e       |
| JO 2014 Sotchi      | 66e                              | Épreuve inexistante à cette date | Épreuve inexistante à cette date | 51e                              | —                               | —     | 17e    | —         |
| JO 2018 Pyeongchang | Épreuve inexistante à cette date | 23e                              | 67e                              | Épreuve inexistante à cette date | -                               | 51e   | 22e    | -         |

Légende :
- : pas d'épreuve
- — : Non disputée par Mlynar

### Championnats du monde
| Épreuve / Édition           | Sprint                           | Sprint                           | 15 km                            | 15 km                            | Skiathlon 2 × 15 km | 50 km | Relais | Relais    |
| Épreuve / Édition           | libre                            | classique                        | libre                            | classique                        | Skiathlon 2 × 15 km | 50 km | Sprint | 4 × 10 km |
| Mondiaux 2011 Oslo          | 62e                              | Épreuve inexistante à cette date | Épreuve inexistante à cette date | —                                | —                   | —     | 12e    | —         |
| Mondiaux 2013 Val di Fiemme | Épreuve inexistante à cette date | 38e                              | 76e                              | Épreuve inexistante à cette date | —                   | —     | 20e    | —         |
| Mondiaux 2015 Falun         | Épreuve inexistante à cette date | 41e                              | 65e                              | Épreuve inexistante à cette date | —                   | —     | 22e    | —         |
| Mondiaux 2017 Lahti         | DNS                              | Épreuve inexistante à cette date | Épreuve inexistante à cette date | —                                | —                   | —     | —      | —         |

### Coupe du monde
- Meilleur classement général : 135e en 2012.
- Meilleur résultat individuel : 18e.

#### Classements par saison
| Année     | Classement général final | Classement sprint |
| 2011-2012 | 135e                     | 79e               |

### Universiades
- Erzurum 2011 :
  -  Médaille d'or sur le sprint par équipes mixte.